# Strangalia westcotti
Strangalia westcotti är en skalbaggsart som beskrevs av Chemsak och Linsley 1976. Strangalia westcotti ingår i släktet Strangalia och familjen långhorningar. Inga underarter finns listade i Catalogue of Life.